# Лівенське
Лі́венське — село в Україні, у Нехворощанській сільській громаді Полтавського району Полтавської області. Населення становить 607осіб (2001рік), 470 чоловіка (2010рік).
З осені 2017року село Лівенське ввійшло в Нехворощанську об'єднану територіальну громаду разом із селами Нехвороща, Шедіїве, Бурти, Маячка, Губарівка, Рекунівка, Соколова Балка, Андріївка, Світлівщина. Староста села Лівенське Анепір Світлана Василівна.

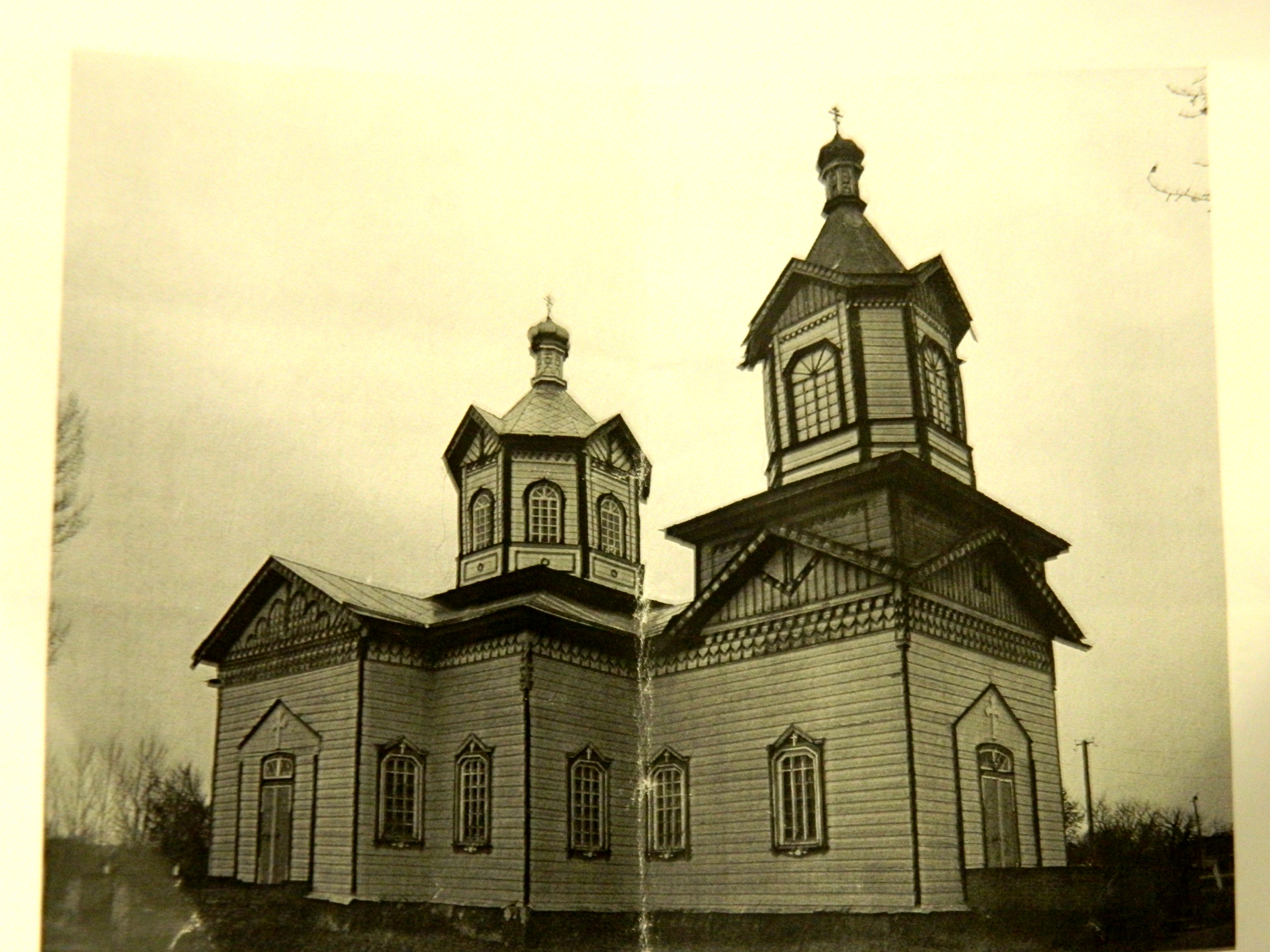

## Географія
Село Лівенське знаходиться на берегах річки Маячка та на правому березі річки Оріль, вище за течією річки Маячка на відстані 0,5 км розташоване село Губарівка, нижче за течією примикає село Маячка, вище за течією річки Оріль на відстані 1 км розташоване село Шедієве.Річки в цьому місці звивисті, утворюють лимани, стариці та заболочені озера. Село Лівенське розташоване за 47 км від районного, за 70 км — від обласного центру, за 39 км від залізничної станції Кобеляки, через нього проходить автодорога Т1735 (Кобеляки — Машівка).

## Громада Православної Церкви. Покровська церква села Лівенське
Дерев'яна церква на честь Покрови Пресвятої Богородиці в с. Лівенське Кобеляцького повіту (тепер Новосанжарського району) була збудована 1770 році. Перебудовувалася 1895 році. Станом на 1912 рік існувала як дерев'яна, в одному зв'язку з дзвіницею, холодна. З Нехворощі видно було куполи Покровської церкви(свідчення сучасників).
У 1902 році володіла 1/8 дес. землі під погостом, 120 дес. руги (церковна земля, земля, відведенна громадою на утримання духовенства). Мала будинок для квартири псаломщика, церковну сторожку. Діяла церковна бібліотека, З 1905 року при Покровській церкві діяла церковнопарафіяльна школа (містилася у церковному будинку, у якому також знаходилася квартира псаломщика). До парафії входило с. Губарівка. В 1902 році парафіян — 1370 душ чоловічої, 1224 душі жіночої статі; В 1912 році парафіян привілейованих станів — 35, міщан — 22, селян — 2942 душ.
Із священників відомі: Іоанн Павлович Ракович (1902, у сані з 1864, нагороджений камилавкою 1898), Костянтин Іларіонович Дмитровський (1912); із псаломщиків: диякон Яків Іоаннович Симоновський (1902, 1912, у сані з 1898), Андрій Тихонович Хорошунов (1902, 1912, на посаді з 1893), Іван Павлович Ракович (позаштатний 1912); із церковних старост: селянин Іоанн Якович Павловський (1902), Олександр Трохимович Дзюба (1912).

##### За свідченнями сучасників
Із Нехворощі видно було куполи Покровської церкви. Церкву зруйновано в 1936 році. Викупила матеріал церкви Соколовобалківська МТЗ. Ікони слугували полицями в лавці (крамниці) села Ливенське. Кованим парканом церкви, був часткою огорожі Соколовобалківської МТЗ.З Нехворощі видно було куполи Покровської церкви.

## Історія
На території сільської ради виявлено залишки поселення черняхівської, пізньозарубинецької культури. На околицях села виявлена кераміка, крем'яні вироби епохи неоліту, бронзи та дніпро-донецької культури. На цій території знаходились поселення скіфів і сармат Проведені розкопки О. Супруненка кургану поховання жінки-сарматки І-ІІ ст. поблизу с. Ливенське у 1989 році. Жіноче поховання І-ІІ ст. н. е. досліджено в 1989 р. в кургані поблизу с. Ливенське Новосанжарського р-ну. Воно здійснене у неглибокій катакомбі зі входом-дромосом. Жінка віком 40-45 років була покладена в домовину випростано на спині, з простягненими вздовж тулуба руками. Вона була вдягнена у шкіряні шаровари, сорочку і багатий халат із срібно-тканої тканини. У потойбічний світ її супроводжував виразний напутній інвентар — невелика дерев'яна шкатулка, тонкостінний глечик, уламки двох залізних ножів і шильця, точило, бронзові фібула та пряжка, а також рештки їжі — розчленована туша кобили.
Село під назвою Ливенське виникло як військове поселення біля фортеці за часів спорудження Української оборонної лінії в 30-х роках XVIII століття(приблизно 1735—1738), що та порубіжною фортифікаційною системою для оборони південних кордонів Російської держави, Лівобережної Слобідської України від турецько-татарської агресії. Щорічно на лінії працювало майже 40 тисяч посполитих селян і козаків. Загальний обсяг виконаних земляних робіт (за сучасними підрахунками) перевищував 20 мільйонів кубометрів. Лінія включала 16 фортець тому числі Лівенську(назва походить від назви полку з містечка Лівенськ з Слобожанщини), яка мала п'ять бастіонів та два равеліни. Всередині розташовувалися канцелярія ландміліцького полку, казарми, будинок коменданта, пороховий льох, цей-хауз, провіантський «магазейн», колодязь, вартідьні. Фортецю ліквідовано у 1784 році, залишків не збереглося.
У 1859 році в 145 дворах було 1094 жителі, проводився один ярмарок на рік.
У 1910 році в Лівенському було 380 дворів, 2178 жителі 2020 десятин землі, у тому числі 1748 десятин ріллі.
За даними перепису 1926 році в селі було 430 дворів, 2195 жителів.
В 20-ті в Лівенському створено ТСОЗи(товариство спільного обробітку землі) «Гуртова праця» і «Селінтерн» (останній з них очолював Сава Улянович Сакевич, який пізніше працював головою колгоспу і головою сільської ради у Маячці). На початку 30-х років створено три колгоспи, вони змінювали свої назви — «Червоний партизан», «Перемога», «Рівність», «Україна».
За свідченнями сучасників
Залишились давні назви частин села, місцин, кутків та вулиць.
Частини села: Руга(побудована на церковній землі після 1922 року);
Партизан(від назви колгоспу «Червоний партизан»);
Центр;
Низовівка;
Кумина(від назви яру).
Місцини, кутки: Плесівка, Красний куток, КУрган, Червонівка.
Вулиці: Кривий ріг(Партизан), Андреївська, Шкільна, Косівська, Прядівська або Нехворощанська, Сірівська(Центр).

## Голодомор 1932—1933 років
Під час голодомору 1932—1933 років у Лівенському померли 745 чоловік. У 1941 році було складено поіменний список жертв сталінського голодомору, встановлено дубовий хрест і відправлено панахиду. Список не зберігся. В день п'ятої річні ці незалежності України (24 серпня 1996 року) на сільському цвинтарі встановлено чотириметровий дубовий Хрест пам'яті на честь померлих у тридцяті роки.
У 1938—1939 роках колгоспниці Марфа Китайгора Валентина Созонтівна Садова, Марія Федорівна Сакевич були учасниками Всесоюзної сільськогосподарської виставки у Москві.
В роки Великої Вітчизняної війни фашисти вивезли на примусові роботи до Німеччини 92, розстріляли 11 чоловік. Було спалено кращі господарські будівлі, громадські і приватні будинки. На території села фашисти стратили 12 партизанів, серед них були і жителі Лівенського. На місці загибелі встановлено обеліск. Григорій Зіновійович Сакевич під час окупації був старостою, але не служив загарбникам, а навпаки — співробітничав з партизанами, допомагав молоді уникнути насильно: вивезення до Німеччини.
Імена 185 полеглих на фронтах воїнів-односельців занесені до «Книги Пам'яті», викарбувано на мармурових плитах обеліска Слави.
Марія Панасівна Вергун, Марія Потапівна Сакевич, Лідія Олексіївна Лещенко, Парасковія Юхимівна Панасенко та інші односельці нагороджені медалями «За доблесну працю у Великій Вітчизняній війні 1941—1945 рр.».
В різний час колгоспи на території села очолювали Каліман, Курінний, Григорій Тихонович Артеменко, Іван Сафронович Нечай, Панас Мусійович Острівний, Олександр Павловський, Олександр Федосійович Горголя, Іван Митрофапович Парань-ко, Михайло Дмитрович Бровко, Микола Андріянович Шпор-тюк, Микола Матвійович Крикля, Євген Адамович Примасюк, Сергій Миколайович Шовкопляс. У 1976 році лівенське господарство було укрупнене з шедіївським, потім відокремлене, у 1995 році реформоване у ксп «Оріль», у 1999-му — у приватну агрофірму.
У 1963 році жителька Лівенського Горголя Олена Федорівна народила трійню, назвала дочок Вірою, Надією та Любов'ю.
Відомі вихідці з села: Іван Євменович Білокінь — інвалід війни, у З0 — 60-ті працював відповідальним секретарем нехво-рощанської райгазети, потім багато років очолював сільську раду в Нехворощі; Микола Наумович Калініченко — учасник бойових дій, в одному з боїв взяв у полон 17 фашистів з секретними документами, нагороджений орденом Олександра Невського, після війни багато років віддав педагогічній роботі; Марфа Федорівна Кононенко — за старанну працю в колгоспі нагороджена орденом Леніна; Дмитро Терентійович Кравцов — військовий льотчик, учасник бойових дій у В'єтнамі; Катерина Григорівна Лещенко — багато років працювала головою колгоспу у Криничанському району на Дніпропетровщині; Леонід Григорович Лещенко — відповідальний працівник Мінгазпрому України; Семен Степанович Мірошниченко — учасник бойових дій, у повоєнну пору був секретарем Нехворощанського райвиконкому та виконкому Нехворощанської сільської ради; Володимир Михайлович Садовий — очолював податкову службу в Полтавській області, нині керівник галузевого обкому профспілки.
В різні роки Лівенську сільську раду очолювали Семен Петрович Хорошун, Микола Макарович Крисан, Мусій Леонтійович Острівний, Іван Митрофанович Паранько, Сулима, Григорій Зіновійович Сакевич, Гнат Дмитрович Можний, Олександр Федотович Горголя, Микола Андріянович Шпортюк, Григорій Якимович Заворотній, Володимир Іванович Куценко, Анатолій Васильович Мошура, Борис Михайлович Халява, Іван Федорович Корж, Микола Анатолійович Завезьон, Анепір Світлана Василівна.

## Населення

### Мова
Розподіл населення за рідною мовою за даними перепису 2001 року:
| Мова            | Кількість | Відсоток |
| --------------- | --------- | -------- |
| українська      | 606       | 94.84%   |
| російська       | 26        | 4.07%    |
| вірменська      | 4         | 0.63%    |
| білоруська      | 2         | 0.31%    |
| інші/не вказали | 1         | 0.15%    |
| Усього          | 639       | 100%     |

## Сучасна економіка
- - Загальна площа ріллі по сільській раді 2435,32 га. На території сільської ради у власності 500 земельних часток(паїв) на загальну площу 1941,91 га. На території сільської ради господарюють:
  - СФГ «Церера» — 37,02 га
  - СФГ «Терен» — постійне користування 45,3 га
  - СФГ «Губарівське» орендує земельні частки (паї) — 71,80 га та землі запасу — 38,11 га
  - ТОВ ВКФ «Укрсільгоспром» — 30,24 га
  - ТОВ АФ «Аршиця» на площі — 1294,74 га
  - ТОВ АФ «Добробут» ВП Шедієво на площі 231,20 га
  - 60 власників земельних паїв господарюють самостійно на площі — 227,65 га
  - ФОП Білокінь В. В. — 154,92 га
  - Хоменко Л. М. орендує 10,0 га земель запасу.

## Об'єкти соціально-культурної сфери
- Сільський будинок культури
- Сільська бібліотека
- Дитячий дошкільний заклад «Сонечко»
- Школа І-ІІ ст.

## Особистості
Уродженці села:
- Садовий Пилип Матвійович (1894 - 1921) — офіцер Армії УНР, офіцер 35-го піхотного Кременчуцького полку Армії Української Держави, очільник української підпільної організації в кількох волостях Кобеляцького повіту, повстанський отаман селянського загону.